# Carleton Wiggins
John Carleton Wiggins (Harriman, Nueva York, 4 de marzo de 1848 - Old Lyme, Connecticut, 11 de junio de 1932) fue un pintor estadounidense, especializado en pintura del paisaje y representación de ganado, particularmente vacuno y ovino.

## Biografía
Carleton Wiggins nació en Harriman, en el condado de Orange, Nueva York, en 1848 y se mudó a Brooklyn a los 11 años, donde su padre abrió una sastrería. Después de completar sus estudios, trabajó como empleado en un bufete de abogados en Nueva York de 1863 a 1865, allí un cliente, Joseph Grafton, lo vio dibujando una escena de la Guerra Civil que compró por un dólar. En 1865 abandonó su trabajo en el bufete y con el apoyo de un mecenas, tomó lecciones del pintor Johann Hermann Carmiencke antes de ingresar en la Academia Nacional de Dibujo de Estados Unidos, donde expuso su primera pintura en 1870. Luego acompañó al pintor George Inness a Eagleswood (Nueva Jersey) para pintar los paisajes de la región, aproximadamente en 1900 regresó a Nueva York, donde abrió un estudio en Greenwich Village.
Durante la década de 1880 viajó por Europa, estudió en Inglaterra, Países Bajos y París (Francia), y pintó al aire libre en el pueblo de Barbizon, muy cerca del bosque de Fontainebleau. Durante su estancia en París, comenzó a incluir ovejas y ganado vacuno en sus paisajes después de haber visto las pinturas del paisajista y pintor de animales de Barbizon, Constant Troyon, en 1881 expuso varias de sus obras en el Salón de París. A partir de 1896 expuso en la Real Academia de Artes de Londres.
En 1881, contrajo matrimonio en París, ciudad donde posteriormente expondría varias veces a lo largo de su carrera. A partir de 1902, asistió durante el verano a la colonia de artistas de Old Lyme, especialmente en compañía de su hijo, Guy C. Wiggins, también pintor. En 1906, fue elegido miembro de la Academia Nacional de Dibujo de Estados Unidos. También fue miembro de la American Watercolour Society y del Lotos Club, fue, de 1911 a 1913, presidente del Salmagundi Club. También dio clases de pintura y dibujo, tuvo como alumnos a su hijo y a la joven pintora Matilda Browne.
En 1904, compró una casa de verano, River Wood, con vista al río Connecticut en Old Lyme, y en 1915 la convirtió en su residencia permanente, allí murió en 1932 a la edad de 84 años. Está enterrado en el cementerio Duck River de la ciudad.

## Pinturas
Carleton fue descrito en la edición de 1915 de Biographical Sketches of American Artists como «el pintor de ovejas y ganado vacuno más distinguido de los Estados Unidos». Muchas de sus obras se conservan en particular en el Museo Brooklyn y en el Museo Metropolitano de Arte de Nueva York, en la Galería Nacional de Arte y en el Museo Smithsonian de Arte Americano de Washington, en el Museo de la Escuela de Diseño de Rhode Island en Providence, en el Museo de Arte de Newark y en el Instituto de Arte de Chicago.

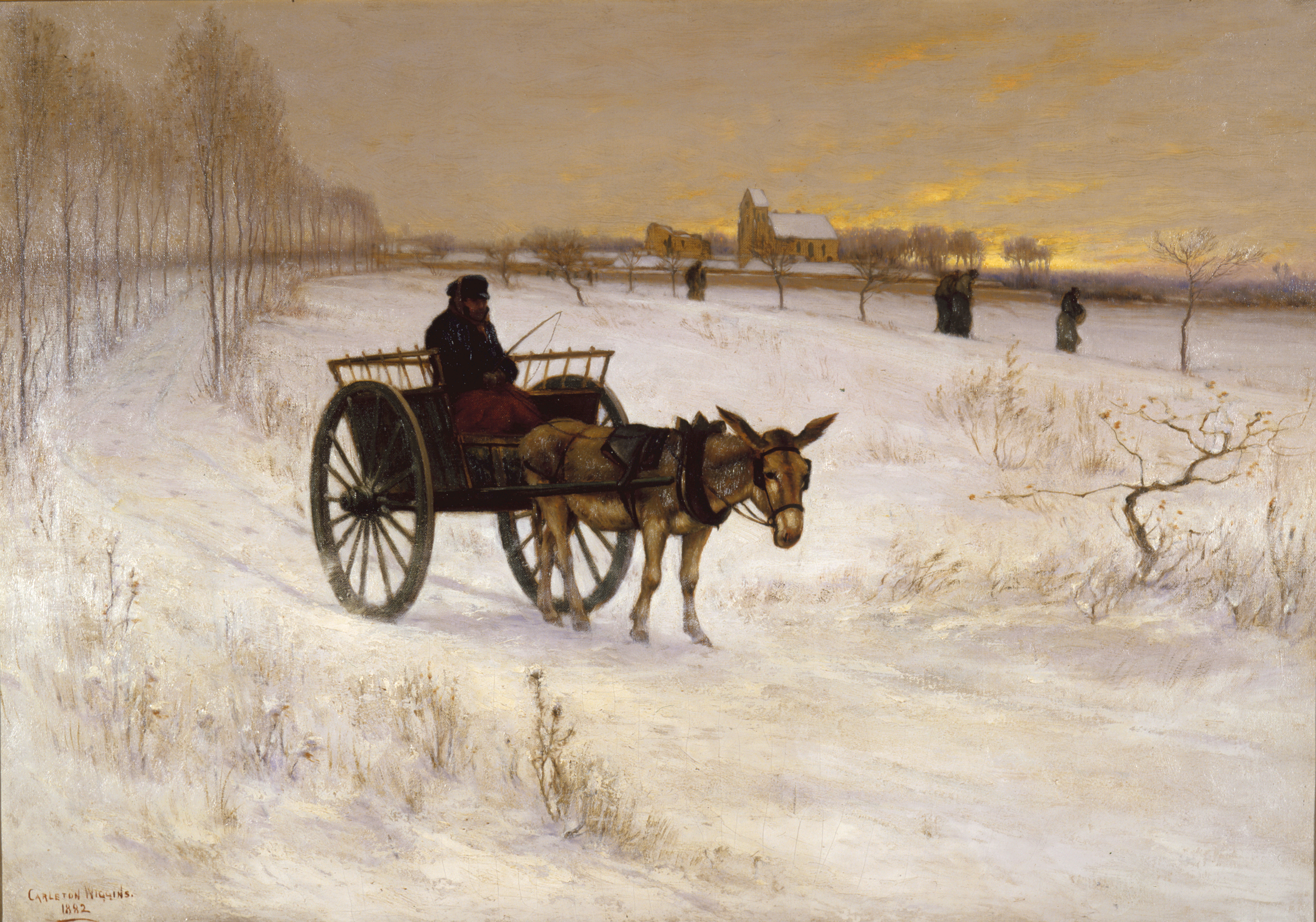
Tarde de invierno en Francia (1882), Museo de la Escuela de Diseño de Rhode Island
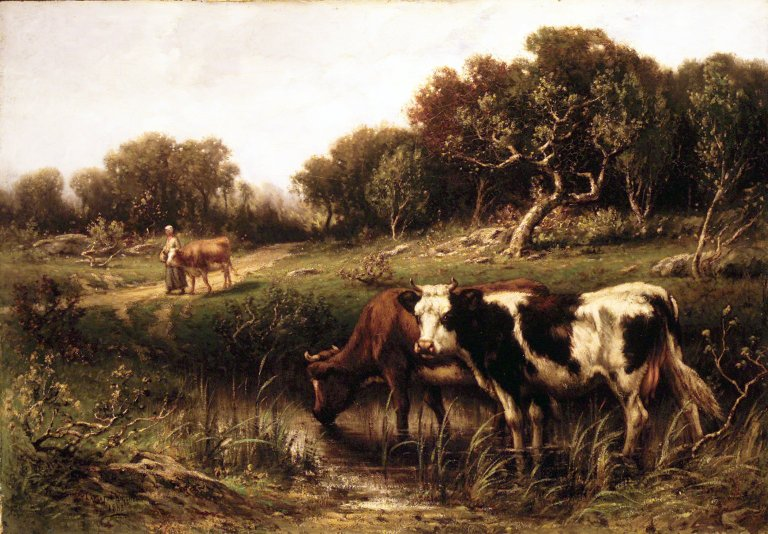
Ganado en un estanque c. (1883), Museo de Brooklyn
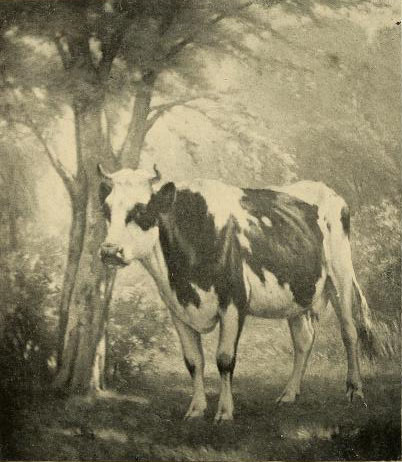
En pleno verano (1901)
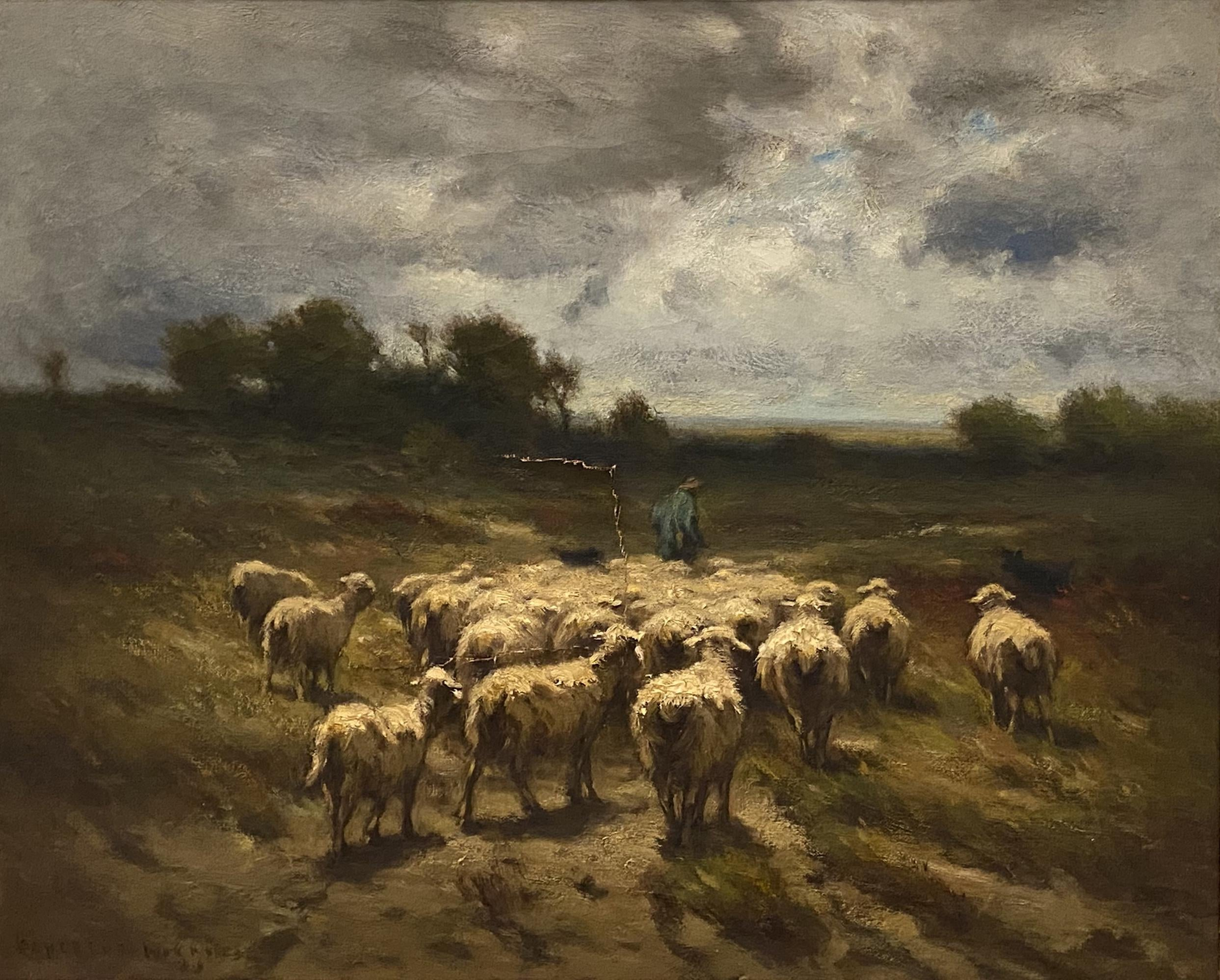
Cruzando las dunas (1904)
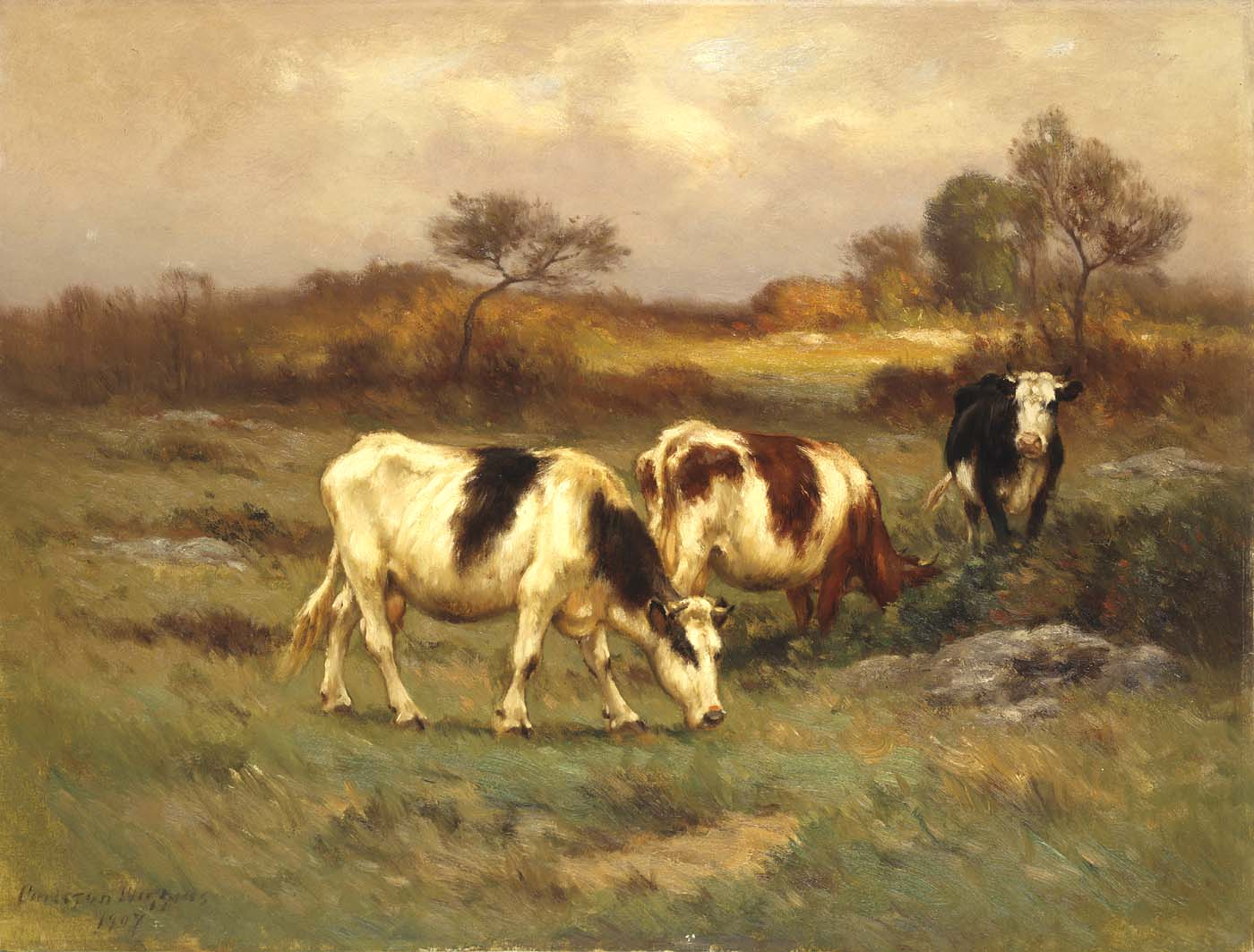
El lote de pasto (1907), Museo Smithsoniano de Arte Americano
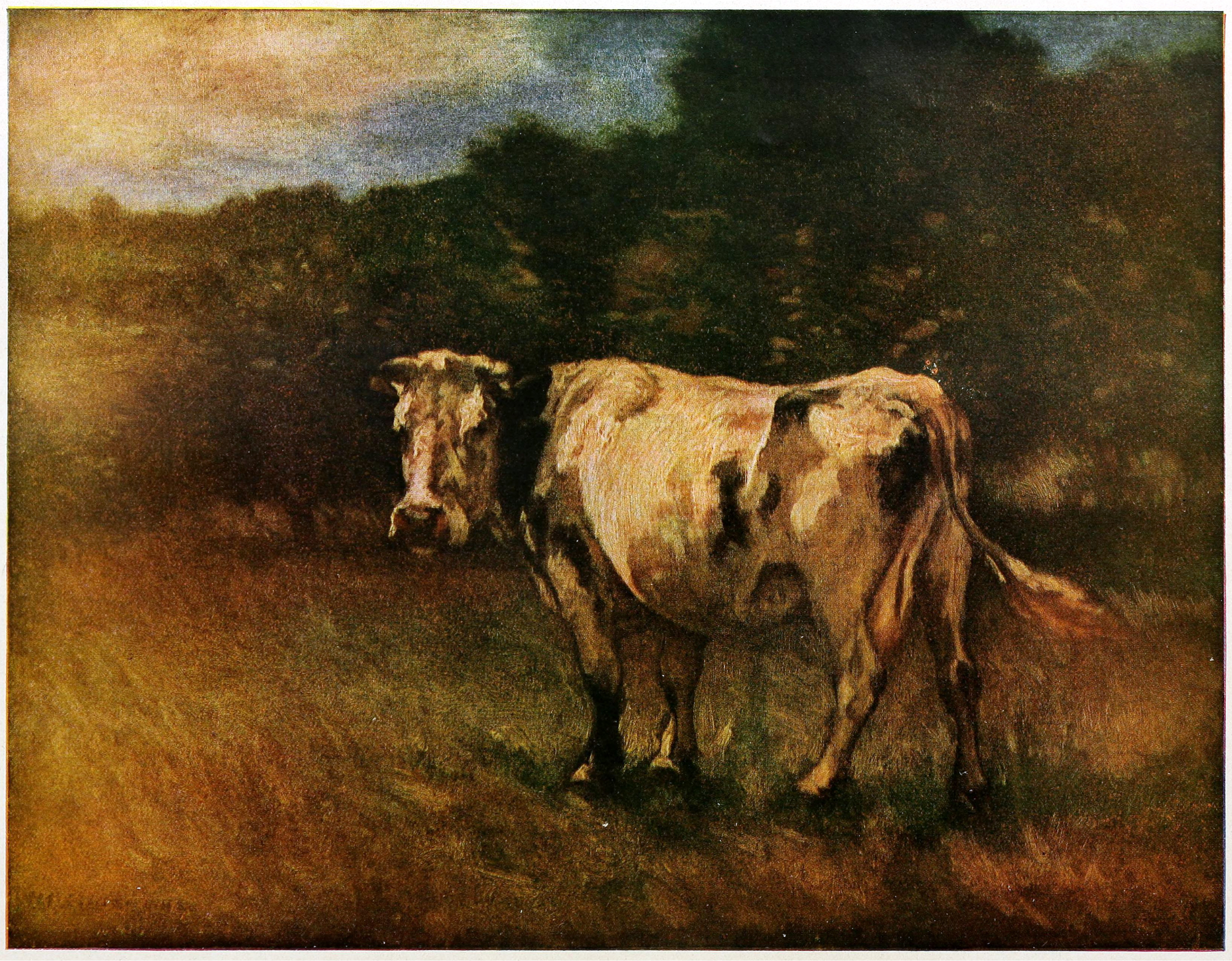
El ganador del premio (1909)